# Восход (Могилёвский район)
Восхо́д (бел. Васход) — агрогородок в составе Вейнянского сельсовета Могилёвского района Могилёвской области Белоруссии. 
Расположен в 10 километрах на юг от города Могилёва. На севере посёлка водохранилище на реке Вильчанка (приток Днепра).

## История
Посёлок основан в начале 1920-х годов. В 1925 году было организовано сельскохозяйственное хозяйство «Восход». В 1926 году здесь 6 дворов и 29 жителей. Во время Великой Отечественной войны с июля 1941 года по 26 июня 1944 года посёлок был оккупирован немецкими войсками. В 1990 году здесь было 118 дворов и 390 жителей, работал Дом культуры, отделение связи, отделение банка, столовая, детский сад-ясли, общественная баня. Посёлок — центр колхоза «Восход». В 2000-х годах Восход был преобразован в агрогородок.

## Культура
- Историко-краеведческий музей на базе Восходовской СШ

## Достопримечательность
- Свято-Троицкая церковь